# Miss Europe 1934

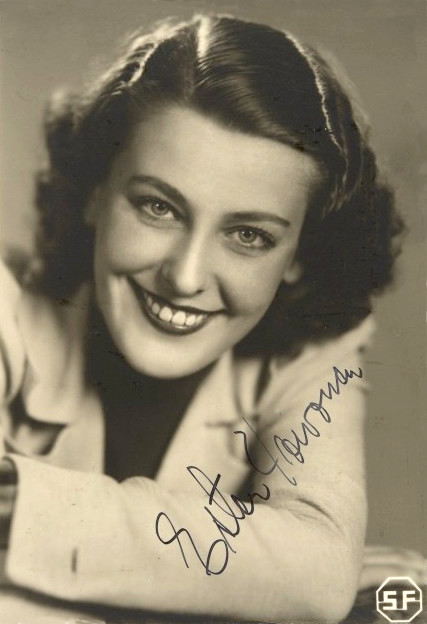
Ester Toivonen, Miss Finnland 1933 und Miss Europe 1934

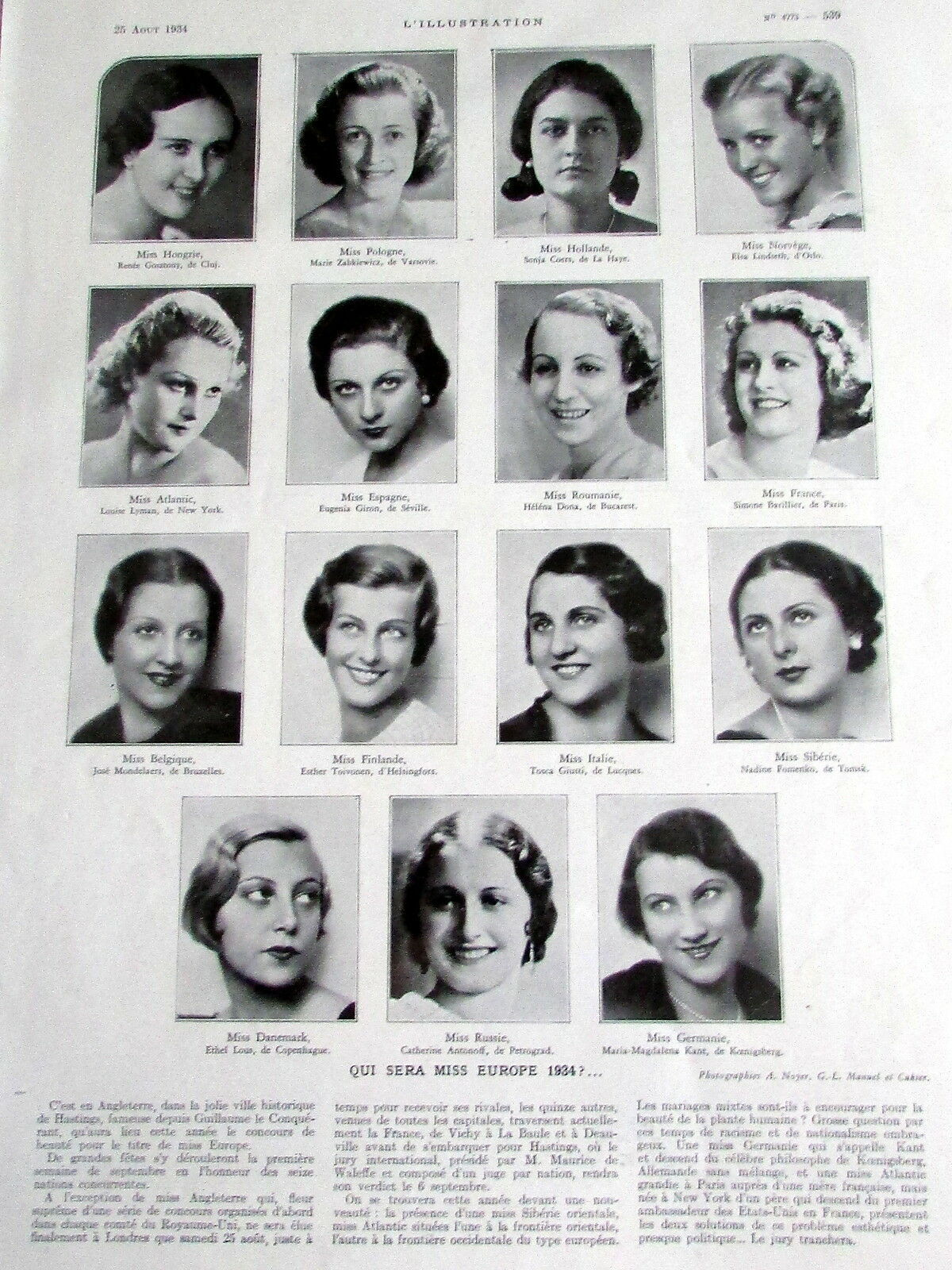
Porträts von 15 der 16 Teilnehmerinnen in L’Illustration (Miss England war zu dem Zeitpunkt noch nicht gewählt)

Der Wettbewerb um die Miss Europe 1934 war der sechste, den das Comité pour l’election de Miss Europe durchführte. Dies war im Jahre 1928 durch den französischen Journalisten Maurice de Waleffe (1874–1946) ins Leben gerufen worden und organisierte den Wettbewerb kontinuierlich bis 1938. Waleffe hatte zuvor schon den Wettbewerb um die Miss France begründet.
Die Kandidatinnen waren in ihren Herkunftsländern unter Beteiligung großer Zeitungen oder illustrierter Zeitschriften ausgewählt worden.
Die Veranstaltung fand am 9. September 1934 im White Rock Pavillon in Hastings statt. Es gab 16 Bewerberinnen. Platzierungen der Teilnehmerinnen sind bis auf die Siegerin und Vize-Miss nicht bekannt geworden.
Der Titel Miss Atlantique wurde erstmals 1929 unter den weiblichen Fahrgästen von Passagierschiffen der Compagnie Transatlantique vergeben. Federführend und namensgebend war deren Bordzeitung L‘Atlantique.
Für Deutschland kandidierte Emma Kant, die nicht nur behauptete, „Miss Germany“, sondern obendrein eine Großnichte des Philosophen Immanuel Kant zu sein. Wie und wo sie sich qualifizierte, ist nicht dokumentiert.
| Land               | Schreibweise bei Pageantopolis | Weitere, zeitgenössische, Schreibweisen | Schreibweise in der Heimatsprache |
| ------------------ | ------------------------------ | --------------------------------------- | --------------------------------- |
| 1. Finnland        | Ester Toivonen                 |                                         | Ester Toivonen                    |
| 2. England         | June Lammas                    |                                         | June Lammas                       |
| „Atlantique“       | Louise Lyman                   |                                         | Louise Lyman                      |
| Belgien            | José Mandelaers                | José Mondelaers                         |                                   |
| Dänemark           | Ethel Louis                    | Ethel Lous                              |                                   |
| Deutsches Reich    | Maria Magdalena Kant           | Maria-Magdalena Kant                    | Emma Kant                         |
| Frankreich         | Simone Barillier               |                                         | Simone Barillier                  |
| Königreich Italien | Tosca Giusti                   |                                         |                                   |
| Niederlande        | Sonja Coers                    | Sonja Cœrs                              | Sonja Coers                       |
| Norwegen           | Elsa Lindseth                  |                                         |                                   |
| Polen              | Maria Zabkiewicz               | Marie Zabkiewicz                        | Maria Żabkiewiczówna              |
| Rumänien           | Hélène Dona                    | Héléna Dona                             |                                   |
| Russland A         | Yekaterina Antonova            | Cathérine Antonoff                      | Екатерина Антонова                |
| Sibirien B         | Nadezhda Fomenko               | Nadine Fomenko                          | Надежда Фоменко                   |
| Spanien            | María Eugenia Henríquez Girón  | Eugenia Giron                           | María Eugenia Henríquez Girón     |
| Ungarn             | Renée Gosztony                 |                                         |                                   |